# Dijon Thompson
Dijon Lynn Thompson (Los Ángeles, California, 23 de febrero de 1983) es un exjugador de baloncesto estadounidense que jugó como profesional 13 temporadas. En la NBA participó en 16 partidos en dos temporadas diferentes, con contratos de 10 días. Mide 2,01 metros y jugaba en la posición de Escolta.

## Trayectoria deportiva

### High School y universidad
Durante su etapa de instituto en California fue elegido como uno de los 5 mejores jugadores de su estado, tras promediar en 2001 22,5 puntos, 8,0 rebotes, 2,5 asistencias, 3,0 robos de balón y 1,5 tapones. Fue finalista del prestigioso McDonald's All-American Team, y estuvo considerado como uno de los mejores anotadores del país en 2001.
Jugó con los Bruins de la Universidad de California, Los Ángeles durante 4 temporadas, liderando a su equipo en anotación durante las dos últimas. Fue elegido en su última temporada como el mejor jugador de los Bruins, recibiendo el premio Coach John Wooden Award. En sus cuatro temporadas promedió 12,5 puntos y 4,7 rebotes por partido.

### Profesional
A pesar de que las previsiones decían que iba a ser elegido en primera ronda, finalmente no fue seleccionado hasta el puesto 54 de la segunda ronda del Draft de la NBA de 2005 por New York Knicks, equipo que directamente lo traspasó junto al ala-pívot Kurt Thomas a Phoenix Suns a cambio del base Quentin Richardson, los derechos del draft de Nate Robinson y dinero. Tras jugar apenas 43 minutos en 10 partidos, fue asignado al equipo de la NBA Development League de Albuquerque Thunderbirds el 4 de noviembre de 2005, donde promedió 20,3 puntos, 9,3 rebotes y 4 asistencias por partido, siendo elegido por la web DraftExpress.com como el MVP de la D-League.
En marzo de 2006 sufrió una grave lesión en la rodilla derecha que le hizo perderse el resto de la temporada 2005-06, siendo sometido a microcirugía. Participó en la pretemporada posterior, pero no recibió ninguna oferta.
El 6 de enero de 2007 firmó un contrato de 10 días con Atlanta Hawks, donde en 6 partidos disputados apenas pudo anotar 17 puntos.
El 27 de julio de 2007 decidió emprender la aventura europea, firmando por una temporada con el Alba Berlín de la liga alemana, donde en su primera temporada está promediando 11,8 puntos y 7,0 rebotes por partido.